# Papilio neumoegeni
Papilio neumoegeni é uma borboleta da família Papilionidae e subfamília Papilioninae, de habitat restritoː endêmica de Sumba; ilha pertencente à província de Nusa Tenggara Oriental e ao arquipélago das Pequenas Ilhas da Sonda, na Indonésia – a localidade-tipo, provável e erroneamente citada como "Sambawa", o lugar onde fora coletado o seu holótipo; descrito e classificado por Eduard G. Honrath, em 1890, no texto "Diagnóstico de dois novos Ropalóceros" (Diagnosen von zwei neuen Rhopaloceren); publicado em latim nas "Notícias Entomológicas" (Entomologische Nachrichten. 16 (8).) de Berlim. Página 127. Seu descritor específico, neumoegeni, dado em homenagem a um amigo de Nova Iorqueː "Sr. B. Neumoegen".

## Descrição
Esta espécie possui, vista por cima, asas anteriores com envergadura máxima entre 4 a 5 centímetros e de margens castanho-enegrecidas, com escamas metálicas verde-douradas e espalhadas pela maior parte da asa. Uma faixa mediana e metálica, verde-dourada, começando próxima à parte dianteira da asa, passa por fora de uma venação circular e se curva para o seu interior, onde se choca, nos machos, com uma grande mancha castanha e tufosa, em cada asa, de órgãos de androcônia. As asas posteriores têm bordas externas recortadas em ondulações e possuem caudas longas e espatuladas, que podem apresentar escamas verdes em sua região interna. A cor de fundo, preta, apresenta escamas metálicas verde-douradas que se espalham mais pelo terço basal da asa, parecendo com a porção basal das asas anteriores, e uma ampla faixa verde-esmeralda se estende, para fora, antes de se chocar com uma área negra, com porções de escamas salpicadas em verde que se assemelham com lúnulas (manchas que lembram o aspecto que a Lua assume quando está passando das fases nova para quarto crescente, ou cheia para quarto minguante), próximas à margem. O lado de baixo é castanho escuro, com áreas mais ou menos pálidas e com manchas alaranjadas, nas asas posteriores, em forma de letras C (ou lúnulas) preenchidas em negro. Fêmeas são ligeiramente maiores que os machos e diferem pela ausência de marcas de androcônia na parte superior das asas anteriores, tendo uma leve semelhança com a borboleta Papilio palinurus, também do Sudeste Asiático.

## Hábitos
Machos voam durante o ano todo ao longo das trilhas ou em clareiras na floresta, entrando em atividade entre 10 e 11 horas da manhã e repousando nos arbustos durante o entardecer; enquanto as fêmeas voam lentamente e geralmente pelo dossel florestal.

## Conservação
Esta borboleta está restrita a fragmentos de floresta remanescente nesta ilha de clima bastante árido, onde a influência do homem tem sido extensa, com destruição do habitat resultante da desflorestação, queimadas e pastagens, além da caça de espécimes; o que fez a União Internacional para a Conservação da Natureza (IUCN) declarar Papilio neumoegeni espécie vulnerável ainda durante o século XX.